# Auro de Moura Andrade
Auro Soares de Moura Andrade (Barretos, 19 de setembro de 1915 – São Paulo, 29 de maio de 1982) foi um advogado e político brasileiro. Nasceu numa abastada família de fazendeiros do interior paulista, filho do pecuarista Antônio Joaquim de Moura Andrade, conhecido como "o rei do gado" e de Dona Guiomar Soares de Andrade. Como presidente do Senado, foi o responsável por declarar vaga a presidência da República em 1964. Casado com Dona Beatriz Stella prado de Andrade.

## Revolução de 1932
Aos dezessete anos, tomou parte na Revolução de 1932, formando-se posteriormente em direito na Faculdade de Direito do Largo São Francisco (FD-USP), onde desenvolveu intensa atividade política, sinalizando o seu futuro na vida pública brasileira.
À frente dos jornais A Urna e O Democrata, combateu o governo de Getúlio Vargas, que acabou fechando os periódicos.
Foi advogado e exerceu diversos cargos no estado, sendo também diretor da Associação Comercial.

## Carreira política

Em 1962.

Em 1947, elegeu-se deputado estadual pela União Democrática Nacional (UDN) e, em 1950, deputado federal. Em 1954, elegeu-se senador pelo Partido Trabalhista Nacional (PTN). Filiou-se ao Partido Social Democrático (PSD), no qual logo se destacaria. Em 1961, foi eleito presidente do Senado, onde permaneceria por sete anos, sempre reeleito.
Em 1958 foi derrotado ao disputar o governo do estado de São Paulo, ocasião em que Carvalho Pinto elegeu-se para o cargo com o apoio de Jânio Quadros.
Em 1962 reelegeu-se senador por São Paulo, com mais de um milhão de votos.

## Renúncia de Jânio Quadros
Era presidente do Congresso quando da renúncia de Jânio Quadros em agosto de 1961. Recebeu a carta-renúncia e imediatamente convocou o Congresso. Em quatro minutos e meio leu a carta, informou que Jânio não estava mais em Brasília e convidou os parlamentares para a posse do seu sucessor constitucional, que seria realizada dali a dez minutos. Vinte minutos após a convocação, declarou a vacância do cargo presidencial, uma vez que o vice-presidente João Goulart encontrava-se na China em viagem oficial. Um deputado lhe atirou um microfone e outro tentou arrancar-lhe a carta, mas em menos de meia hora deu posse ao deputado Ranieri Mazzilli, presidente da Câmara. Isto significava o prenúncio do Golpe de Estado que se avizinhava: por ela, negava-se a João Goulart o seu legítimo direito à sucessão de Jânio Quadros.
Teve importante atuação na modificação para o sistema parlamentarista, o que possibilitou a posse do vice-presidente João Goulart no cargo de Presidente da República. Junto com Mazzili e Ernesto Geisel, recebeu Jango no aeroporto quanto este retornou a Brasília em 5 de setembro. Foi convidado para o cargo de Primeiro-Ministro, desde que deixasse escrita uma carta de renúncia nas mãos do presidente. Recusou-se a aceitar a imposição, dizendo a João Goulart que tal sugestão faria dele - Moura Andrade - "não o primeiro-ministro, mas o último".

## Golpe de 1964

Em 1960.

Em março de 1964, Moura Andrade participou, em São Paulo, da Marcha da Família com Deus pela Liberdade, ato público contra o governo. No dia 30 do mesmo mês, lançou um manifesto à nação declarando o rompimento entre o legislativo e o executivo, conclamando as forças armadas a se posicionarem na defesa das instituições. 
No dia seguinte estourava o Golpe de 64 e, mesmo com o então presidente João Goulart em exercício de suas atividades, em solo brasileiro, Moura Andrade, em tumultuada sessão do congresso, por ele presidido, declarava vacante a Presidência, dirigindo-se pessoalmente, a pé, à frente de uma legião de congressistas, ao Palácio do Planalto, para dar posse ao deputado Ranieri Mazzilli, na presidência da República. Declarou nesse dia, antes de terminar a sessão:
| “ | Há sob a nossa responsabilidade a população do Brasil, o povo, a ordem. Assim sendo, declaro vaga a Presidência da República (palmas prolongadas, protestos) e, nos termos do art. 79 da Constituição, declaro presidente da República o presidente da Câmara dos Deputados, Ranieri Mazzilli. | ” |

Foi indicado por diversos parlamentares para compor, como vice-presidente, a chapa que elegeria o marechal Humberto Castelo Branco para presidente, mas no entanto, renunciou sua candidatura no segundo turno daquela eleição indireta, em 11 de abril de 1964, e a vaga ficou com José Maria Alkmin, que praticamente não teve oposição.
Nunca se esclareceram devidamente as razões que levaram Auro de Moura Andrade a declarar vaga a Presidência em 2/4/1964. Na ocasião, João Goulart estava no Rio Grande do Sul, conforme noticiava a imprensa naqueles dias e, além disso, houve a leitura de ofício encaminhado ao Congresso Nacional por Darcy Ribeiro, então Chefe da Casa Civil da Presidência da República, comunicando que a viagem de João Goulart tinha caráter oficial, sendo este último o Chefe do Estado Brasileiro.
Desencantado com o golpe que ajudara a dar, Moura Andrade, com a ousadia que o caracterizava, declarou publicamente que “Japona não era toga”, ao ser levianamente acusado por um oficial superior encarregado de um inquérito. Por isso, mesmo gozando de grande prestígio, foi derrotado em convenção partidária que escolheu os candidatos da Arena ao Senado por São Paulo em 1970, o que o impossibilitou de candidatar-se a mais um mandato.
Foi embaixador do Brasil na Espanha durante um ano e meio em 1968 e 1969 quando retornou ao Brasil deixando a política. Era presidente do Banco de Desenvolvimento do Estado de São Paulo, em 1982, quando faleceu. 
Em retrospectiva (notadamente com o término do regime militar), o papel de Moura Andrade em 1964 passou a ser severamente questionado. Muitos o criticam por, em suas atribuições de presidente do Congresso Nacional do Brasil, ter dado o suporte institucional para a tomada ilegítima do poder pelas Forças Armadas (contrariando a Constituição de 1946), em vez de manter a ordem republicana e assegurar a continuidade de um governo eleito democraticamente.

## Obras
- Um Congresso contra o arbítrio: Diários e memória. Rio de Janeiro: Nova Fronteira, 1985.